# Елена Савольді
Елена Савольді (італ. Elena Savoldi; нар. 11 листопада 1972) — колишня італійська тенісистка.
Найвищу одиночну позицію світового рейтингу — 134 місце досягла 1 серпня 1994, парну — 129 місце — 15 серпня 1994 року.

## Фінали ITF
| турніри $75,000 |
| турніри $25,000 |
| турніри $10,000 |

### Одиночний розряд (6-1)
| Результат | Ранг | Дата           | Турнір               | Покриття | Суперниця            | Рахунок  |
| --------- | ---- | -------------- | -------------------- | -------- | -------------------- | -------- |
| Перемога  | 1.   | 12 січня 1992  | Вудлендс, США        | Тверде   | Іва Майолі           | 6–4, 6–4 |
| Перемога  | 2.   | 8 березня 1992 | Гранада, Іспанія     | Тверде   | Антонела Война       | 7–5, 7–6 |
| Перемога  | 3.   | 11 січня 1993  | Берген, Норвегія     | Килим    | Комлева Світлана     | 6–2, 6–3 |
| Перемога  | 4.   | 18 січня 1993  | Гельсінкі, Фінляндія | Килим    | Марія Екстранд       | 6–2, 6–0 |
| Перемога  | 5.   | 22 лютого 1993 | Валенсія, Іспанія    | Тверде   | Федеріка Бонсіньйорі | 6–4, 6–1 |
| Перемога  | 6.   | 8 серпня 1993  | Вінніпег, Канада     | Тверде   | Луанн Спейдя         | 6–2, 6–4 |
| Поразка   | 1.   | 28 січня 1998  | Мішен, США           | Тверде   | Карін Міллер         | 3–6, 5–7 |

### Парний розряд (4–4)
| Результат | Ранг | Дата            | Турнір               | Покриття | Партнерка       | Суперниці                          | Рахунок          |
| --------- | ---- | --------------- | -------------------- | -------- | --------------- | ---------------------------------- | ---------------- |
| Поразка   | 1.   | 30 липня 1990   | Катанія, Італія      | Ґрунт    | Крістіна Сальві | Антонелла Канапі Клаудія Піччіні   | 3–6, 3–6         |
| Перемога  | 1.   | 28 вересня 1991 | Б'єлла, Італія       | Ґрунт    | Клаудія Піччіні | Марія Хосе Гайдано Сандра Угарріса | 6–1, 6–4         |
| Перемога  | 2.   | 18 січня 1993   | Гельсінкі, Фінляндія | Килим    | Сусанна Аттілі  | Марія Екстранд Ванесса Маттіс      | 5–7, 6–3, 6–3    |
| Поразка   | 2.   | 10 травня 1993  | Путіньяно, Італія    | Тверде   | Сусанна Аттілі  | Ева Меліхарова Івана Янковська     | 3–6, 7–6(6), 4–6 |
| Поразка   | 3.   | 6 вересня 1993  | Сполето, Італія      | Ґрунт    | Сусанна Аттілі  | Ольга Лугіна Ларісса Шерер         | 5–7, 6–7(5)      |
| Поразка   | 4.   | 27 березня 1994 | Брест, Франція       | Тверде   | Сусанна Аттілі  | Карін Пташек Ельс Калленс          | 4–6, 1–6         |
| Перемога  | 3.   | 4 вересня 1995  | Сполето, Італія      | Ґрунт    | Крістіна Сальві | Карен Нуджент Енджи Каннінгем      | 1–6, 7–6, 6–2    |
| Перемога  | 4.   | 30 червня 1997  | Сецце, Італія        | Ґрунт    | Лаура Гарроне   | Анна Лінкова Андрея Ехрітт-Ванк    | 6–3, 6–0         |